# 阎红彦
閻紅彥（1909年10月26日—1967年1月8日），原名阎候雁，曾用名周济、陈一川，男，陝西省安定縣（今子长县）人，中國人民解放軍上將。
阎红彦1927年参加清涧起义，后在国军中做兵运工作。历任中国工农红军陕甘游击队第一支队支队长、陕甘游击队总指挥、红军沿河游击司令、紅三十軍軍長。抗日战争时期，任八路軍後方留守處警備第三團團長、警备第一旅政治委员。第二次国共内战时期，历任中原野战军第三纵队副政委、第二野戰軍第三兵團副政委兼政治部主任。中華人民共和國成立後，历任中共四川省委副書記、副省長、成都军区副政治委员。1955年，作为陕北红军的代表被授銜上將。1959年8月起，任中共雲南省委第一書記、昆明軍區第一政委。「文化大革命」時受迫害，1967年1月8日在昆明服安眠药自杀。

## 生平

### 早期经历
1924年入陕北军阀井岳秀部当兵。先当号兵，后当李象九的勤务兵。1925年4月，经李象九介绍加入中國共產黨。1927年11月，阎红彦参加清涧起义，任第十一旅旅部警卫排长；11月中旬起义失败后，阎红彦逃亡到山西绛州，不久又因拦截杨虎城部的烟土被侦缉，乃秘密回陕北，在清涧一带组织游击队，后又到山西。1929年春，阎红彦被派往杨赓五部做兵运工作，失败后又潜回瓦窑堡。
1931年，阎红彦与吴岱峰、拓可宽、杨重远等创建中国工农红军晋西游击大队。9月率部渡过黄河进入陕北，被公推为大队长。同年10月率部与刘志丹领导的南梁游击队会合，任西北抗日反帝同盟军第1支队第1大队大队长。1932年2月，同盟军改编为中国工农红军陕甘游击队，先后任第1大队大队长、第5支队支队长，率部在渭北地区建立苏维埃政权，被当地群众誉为“神军”。同年6月任陕甘游击队总指挥，参与创建陕甘苏区。8月被中共陕西省委指责为“右倾机会主义”而被撤销总指挥职务。12月，与谢子长、刘志丹等被指责为“上山主义”、“逃跑主义”等而遭排挤。1933年到上海中央局学习。后赴天津、热河、北平、张家口等地，先后在察哈尔民众抗日同盟军和中共河北省委军委工作。
1934年5月，阎红彦被上海中央局选派为出席共产国际第七次代表大会的代表到苏联莫斯科，入国际列宁学院、苏联红军陆军大学学习。后因共产国际与中共中央失去电讯联系，于1935年4月受命送密电码回国，经哈萨克进入新疆。此时，新疆正值盛世才独裁统治时期。阎红彦乔装为运送毛毯和灯芯绒的商人，骑着骆驼经过伊犁、迪化来到兰州。阎红彦通过报纸零星了解到中央红军已经离开江西北上，无从知道中央红军的确切位置，只好辗转去宁夏、绥远等地打听消息，后来又去了北平。1935年12月25日，阎红彦在瓦窑堡见到了毛泽东、周恩来等中央领导，把全凭记忆带回的密电码交给了党中央，并汇报了苏联和共产国际的有关情况。
1936年初任中国工农红军沿河游击司令，担负保障红一方面军东渡黄河的任务。後任紅三十軍軍長，率部参加东征战役。5月部队回师陕北，阎红彦改任红三十军政委，6月重任军长，指挥所部在瓦窑堡地区抗击国军进攻，掩护中共中央机关安全转移，后率部开赴三边。12月到陕西杨虎城部从事统战工作。

### 抗日战争与第二次国共内战时期
抗戰爆發後，阎红彦任八路軍129师後方留守處主任。1937年11月，陕北八路军部队统一整编，阎红彦任警備第三團團長，保卫陕甘宁边区。1939年12月，担任警备第一旅兼关中军分区政委。1940年春，阎红彦奉命到洛川同国民政府代表谈判，然后到马列学院和留守兵团军政研究班学习。1942年，阎红彦在中共中央党校学习，参加延安整风。此间高岗指控阎红彦“有野心”，中共中央对阎红彦的历史进行了全面审查，对他充分肯定。1945年4月，阎红彦参加了中共七大。
1945年9月，阎红彦任晋冀鲁豫野战军第三纵队副司令员，参加邯郸战役。11月，改任第三纵队副政委兼政治部主任，参加出击陇海路、定陶、鲁西南诸战役。1947年4月，参与豫北战役，歼灭国军第二快速纵队。随后协同友军攻取汤阴，生擒孙殿英。同年7月，参加进军大别山，率部队率先抢渡淮河，到达大别山北麓，半个月攻占宛西地区9个县城及大片地区。1948年参加郑州战役、淮海战役等战斗，全歼国军黄维兵团。1949年2月，出任第二野戰軍第三兵團副政委兼政治部主任。1949年4月参加渡江战役；11月攻占重庆，阎红彦任重庆军管会主任。

### 中华人民共和国成立后
1949年12月，阎红彦任中共川东区委第一副书记兼统战部部长、川东行署主任，大力整顿社会秩序，恢复和发展生产。1952年8月任四川省人民政府副主席，9月任四川省委第三副書記。1955年5月任成都军区兼四川省军区副政治委员，被授銜上將，获一级八一勋章、一级独立自由勋章、一级解放勋章。1955年12月任四川省委第四书记，1956年7月任四川省委书记处书记。1956年6月任重庆市委第一书记，9月，当选中共第八屆中央候補委員。1959年8月，阎红彦任雲南省委第一書記，11月任昆明軍區政委、党委第一书记，1960年10月任中共中央西南局書記處書記。1962年，小说《劉志丹》開始連載后，阎红彦寫信予小说作者李建彤，指《劉志丹》中有西北革命的一些問題，閻紅彥為此向李建彤爭論，並向康生報告，引发“反黨小說《劉志丹》案”。1964年1月，阎红彦兼任中國人民政治協商會議雲南省委員會主席。此外，阎红彦还是第一至第三届国防委员会委员。
「文化大革命」時，阎红彦因反对挑动群众冲击政府机关的做法，而受到迫害，1967年1月8日，阎红彦在昆明服安眠药自杀。留有“我是被陈伯达、江青逼死的”字条（一说死于心脏病）。1978年1月，中共中央对其冤案予以平反，并在北京八宝山革命公墓举行了骨灰安放仪式。

## 家庭
第一任夫人刘秀英。
第二任夫人王腾波，四川合江人，原名罗学儒。1942年9月，与阎红彦在延安结婚，时任延安女子大学妇女工作团团长。曾任第四届四川省政协副主席，第五、六届全国人大代表。1998年10月6日病逝。二人有子阎泽群，有女阎小青。